# Там, на неведомых дорожках…
«Там, на неве́домых доро́жках…» — советский фильм-сказка, поставленный по книге Эдуарда Успенского «Вниз по волшебной реке». Фильм снят в стилистике кроссовер.

## Сюжет
Мальчик Митя Сидоров получает от своей бабушки задание передать гостинец её родственнице Варваре Егоровне. Выясняется, что Варвара Егоровна — не кто иная, как добрая Баба-яга из «заповедного» сказочного царства, живущая в избушке на курьих ножках. Егоровна-Яга знакомит Митю со своей подругой — Кикиморой — и показывает ему наливное яблочко на блюдечке, с помощью которого можно увидеть, что делается на свете.
По случайности им удаётся подсмотреть, как писарь Чумичка, строго наказанный царём Макаром за воровство, решил ему жестоко отомстить, выпустив из подвала Кощея Бессмертного. Вдвоём они легко переманивают царскую стражу на свою сторону и сажают Макара в темницу. Яга с Митей отправляются спасать царя от Кощея. Находчивость Мити помогает выпутываться из, казалось бы, безнадёжных ситуаций.

## В ролях
- Роман Монастырский — Митя Сидоров
- Татьяна Аксюта — Василиса Афанасьевна Премудрая
- Татьяна Пельтцер — Баба-Яга, она же Варвара Егоровна
- Елизавета Никищихина — Кикимора Кикиморовна Болотная
- Леонид Харитонов — царь Макар
- Александр Кузнецов — дядюшка Домовой
- Александр Филиппенко — Кощей Бессмертный
- Юрий Чернов — Чумичка, царский писарь
- Юрий Медведев — Гаврила
- Леонид Каневский — десятник Миллионский
- Александр Пятков — Дрёма
- Олег Анофриев — Соловей-разбойник
- Анастасия Зуева — Глафира Андреевна, бабушка Мити
- Наталья Крачковская — тётка с ведрами
- Георгий Мартиросян — богатырь
- Сергей Николаев — 1-й стражник
- Елена Озерцова — Лихо одноглазое
- Юрий Чекулаев — боярин
- Мичислав Юзовский — мальчик при дворе

### Не указанные в титрах
- Виктор Андриенко — эпизод

## Съёмочная группа
- Автор сценария: Алла Ахундова по мотивам книги Эдуарда Успенского «Вниз по волшебной реке»
- Кинорежиссёр-постановщик: Михаил Юзовский
- Кинооператор-постановщик: Олег Кобзев
- Художник-постановщик: Борис Комяков
- Композитор: Владимир Дашкевич
- Текст песен: Ю. Михайлов
- Монтаж: Нина Божикова
- Дирижёр: Александр Петухов

В фильме звучат песни Владимира Дашкевича на слова Юлия Кима (Михайлова) «Приходите в сказку» в исполнении Ольги Рождественской и «Хвала Кащею» в исполнении Олега Анофриева.
Для съёмок царского двора были построены декорации между черниговскими Коллегиумом и Борисоглебским собором. На заднем плане также виден Спасо-Преображенский собор.
Сцены с избушкой и Змеем Горынычем снимали в Крыму, в заповеднике и возле Симеиза.
Лейтмотив песни «Приходите в сказку» ранее звучал в фильме «Капля в море» (1973) как музыкальная тема фильма и мелодия песни «Волшебная шапочка». Также он служил музыкальной заставкой программы «В гостях у сказки» (Первая программа Центрального телевидения) — сначала без слов, позднее (после выхода «Там, на неведомых дорожках…» на экраны) — с текстом из фильма.
По словам исполнителя роли Кащея, Александра Филиппенко, в фильме после фразы его героя «Ваша взяла! Значит, наше время ещё не пришло» поначалу (как и в книге) не было ответа царя Макара «И не придёт оно никогда!». Эта фраза царя появилась по требованию цензуры.
В 2016 году в Пермском театре юного зрителя состоялась премьера спектакля «Каникулы в Лукоморье», который также, как и фильм, поставлен по мотивам повести Эдуарда Успенского «Вниз по волшебной реке». Автор пьесы — Илья Губин. Через год в Каменск-Уральском театре драмы «Драма номер три» состоялась премьера спектакля по этой же пьесе.